# Celso (football, 1947)
Pour les articles homonymes, voir Celso.
Celso Luís de Matos, plus communément appelé Celso, est un footballeur brésilien et portugais né le 1er août 1947 à Rio de Janeiro. Il évoluait aux postes de défenseur central ou de milieu défensif.

## Biographie

### En club
Né au Brésil, c'est au Portugal dans la ville de Porto qu'il passe la grande majorité de sa carrière dans les clubs du FC Porto et du Boavista FC,,.
Commençant sa carrière au Boavista FC en 1969, il part jouer au FC Porto en 1972,,.
Retournant au Boavista FC en 1974, il remporte alors à deux reprises la Coupe du Portugal en 1975 et 1976,,.
En 1976, il rejoint à nouveau le club rival. Il est notamment Champion du Portugal en 1978 et il remporte une Coupe du Portugal en 1977 avec les dragons de Porto,,.
Il passe une dernière saison au Boavista FC en 1978 avant de repartir au Brésil représenter le Goiás EC l'année 1980,,.
Il dispute au total 185 matchs pour 5 buts marqués en première division portugaise.

### En équipe nationale
International portugais, il reçoit trois sélections en équipe du Portugal entre 1976 et 1978 pour aucun but marqué.
Ses deux premiers matchs sont disputés dans le cadre des qualifications pour la Coupe du monde 1978. Le 16 octobre 1976, il joue un match contre la Pologne (défaite 0-2 à Porto). Le 17 novembre 1976, il dispute une rencontre contre le Danemark (victoire 1-0 à Lisbonne).
Son dernier match est joué en amical le 8 mars 1978 contre la France (défaite 0-2 à Paris).

## Palmarès
Avec le FC Porto :
- Champion du Portugal en 1978
- Vainqueur de la Coupe du Portugal en 1977

Avec le Boavista FC :
- Vainqueur de la Coupe du Portugal en 1975 et 1976